# Pietati proximum
Pietati proximum, более известная как Золотая булла Риети — папская булла Григория IX от 3 августа 1234 года, которая подтверждала господство Тевтонского ордена над Хелмской землёй к востоку от нижней Вислы и над любыми другими землями, завоеванными орденом в Пруссии («в вечное и абсолютное владение»). Немецкие ордены должны подчиняться исключительно суверенитету Папы. Булла представил письменное разрешение на предварительное устное согласие, данное в августе и сентябре 1230 года. Великий магистр тевтонских рыцарей Герман фон Зальца упорно настаивал на письменном документе.
Документ соотносится с Золотой буллой Римини 1226 года императора Фридриха II и Крушвицкому договору 1230 года с Конрадом I Мазовецким.
26 июля 1257 года булла была утверждена папой Александром IV.